# ريك إي. كارتر
ريك إي. كارتر (بالإنجليزية: Rick E. Carter)‏ هو لاعب كرة قدم أمريكية أمريكي، ولد في 1 يوليو 1943، وتوفي في 2 فبراير 1986 بسبب شنق.